# Sainte-Juliette-sur-Viaur
 Sainte-Juliette-sur-Viaur  (en occitano Senta Jaleda) es una población y comuna francesa, situada en la región de Mediodía-Pirineos, departamento de Aveyron, en el distrito de Rodez y cantón de Cassagnes-Bégonhès.

## Demografía
| 532 | 468 | 455 | 456 | 409 | 441 |
| Para los censos de 1962 a 1999 la población legal corresponde a la población sin duplicidades (Fuente: INSEE [Consultar]) |     |     |     |     |     |